# リンゼンゲリヒト
リンゼンゲリヒト (ドイツ語: Linsengericht) は、ドイツ連邦共和国ヘッセン州マイン＝キンツィヒ郡に属す町村（以下、本項では便宜上「町」と記述する）で、シェルクリッペンとゲルンハウゼンとの間に位置している。

## 地理

### 隣接する市町村
リンゼンゲリヒトは、北はゲルンハウゼン、東はビーバーゲミュント、南はガイゼルバッハの森（バイエルン州アシャッフェンブルク郡の市町村に属さない地域）、西はフライゲリヒトおよびハッセルロートと境を接する。

### 自治体の構成
リンゼンゲリヒトは、アルテンハスラウ、アイデンゲゼス、ガイスリッツ（ホーフ・アイヒとアイヒェミューレを含む）、グローセンハウゼン（ヴァルトローデを含む）およびリュッツェルハウゼンの各地区からなる。町政の庁舎はアルテンハスラウ地区にある。

## 歴史
自治体リンゼンゲリヒトは、1970年にそれまで独立していたアルテンハスラウ、アイデンゲゼス、ガイスリッツ、グローセンハウゼンの 4 町村が合併して成立した。その 1 年後にリュッツェルハウゼンが加わって新たな自治体となった。
町名の候補としては、「リンゼンハウゼン」の他に「ビルケンハイン」があった。ヘッセン州政府は、リンゼンゲリヒトの名が歴史的に適切であると判断した。
名前を挙げたゲリヒト・アルテンハスラウの 5 つの旧町村は、その位置や歴史において互いに緊密な関係にあった。このゲリヒト（裁判区を基本とした行政区）は、リンゼンゲリヒトとしても知られており、1240年9月20日付けの文書に初めて記録されている。リンゼンゲリヒトという地名の成立には諸説ある。「リンデンゲリヒト」（菩提樹の下の法廷）という解釈がある。「自由裁判所」とする別の説もある。さらに他の解釈では、現在の町域では多くのレンズ豆が栽培されていた。現在も多くの地名（リンゼンアッカー、リンゼンライン、リンゼングラーベン）が、この説の正当性を支持している。
元々このゲリヒト「ハゼーラ」は自由帝国領であり、皇帝のみの支配下にあった。13世紀には、この地域はヴュルツブルク司教の支配地域に入っていた。トリムベルク騎士家が司教からこのゲリヒトをレーエンとして獲得した。ゲリヒトの住民の権利と自由は、ゲリヒトの森に関する権利を除き、徐々にトリムベルク家のものになったが、その後フォン・エプシュタイン家やハーナウ家のものとして失われていった。下級裁判権は、アルテンハスラウの裁判所所在地で選出されたツェーントグラーフがこれを行使した。
三十年戦争はゲリヒト・アルテンハスラウの村々に多大な災厄をもたらした。戦争が最悪の状態になる以前の1632年の名簿によれば、アイデンゲゼスには 43 戸、ホーフ・アイヒやアイヒャーミューレを含むガイスリッツには 32 戸、アルテンハスラウには 30 戸、グローセンハウゼンには 22 戸、リュッツェルハウゼンには 14 戸の家があった。全部で 141 組の夫婦がいたと記録されている。最悪の被害は、1634年から1635年にもたらされ、戦争が終わった1648年には、わずか 14 家族が住むだけになっていた。
時代の流れとともに、いくつかの村は「ツェント＝ハーゼラ」管区から徐々に分離されていった。村の境界は、初めは、農地、草地、荒れ地、森などの柵が目印にされた。境界の外は、現在もゲリヒツヴァルト付近の傾斜地がそうであるように、共有地とされた。アルテンハスラウ主任司祭管区は、現在も古いゲリヒト管区「ハーゼラウ」およびその住民共同体の地域と一致している。

## 行政

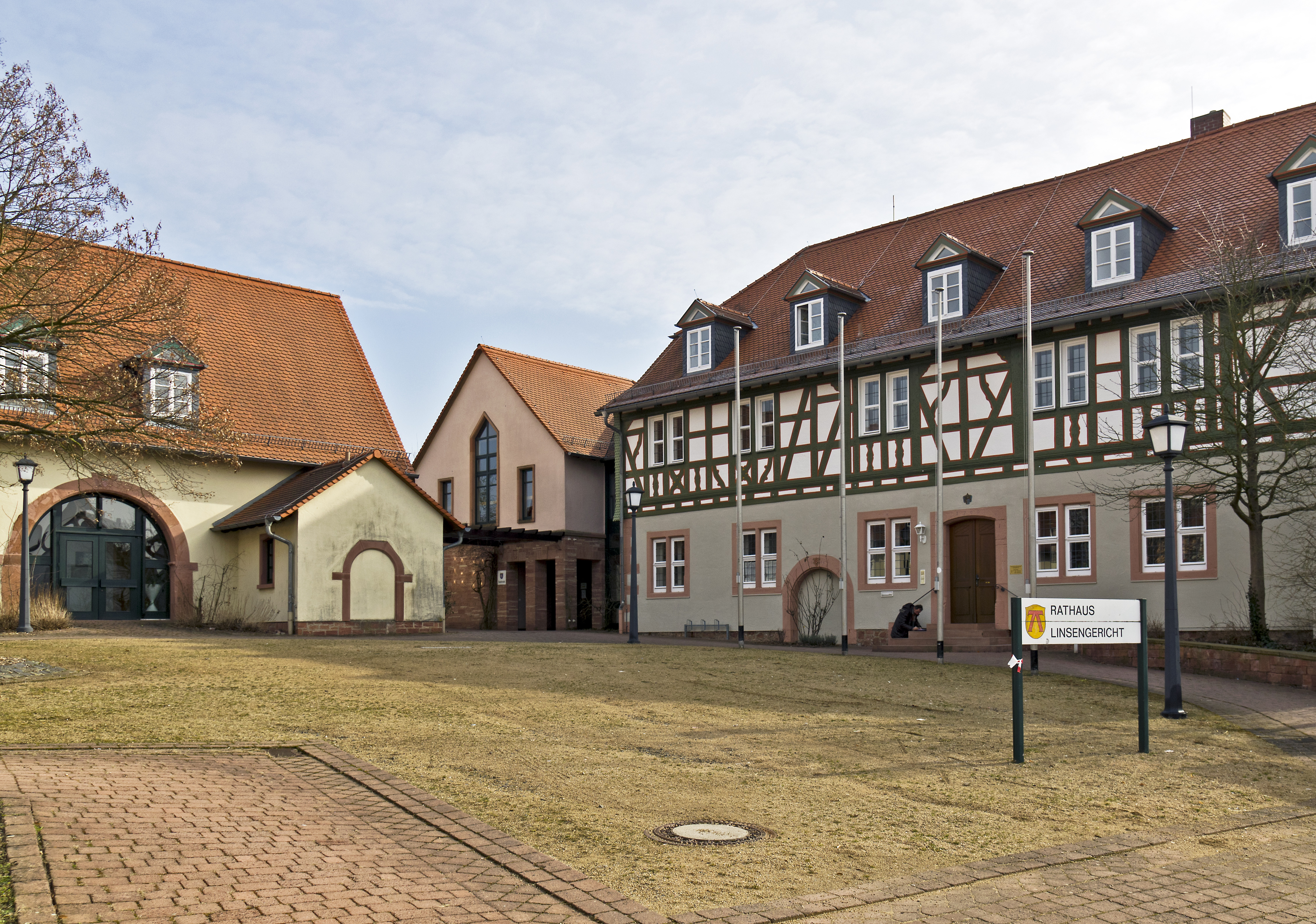
リンゼンゲリヒトの町役場

### 議会
リンゼンゲリヒトの町議会は、27議席からなる。

### 首長
町長のアルベルト・ウンゲルマン (SPD) は、2008年3月2日の選挙で、56.4 % の票を獲得して、2期目の任期を務めている。

### 姉妹自治体
- アン＝テティエンヌ＝デュ＝ボワ（フランス、アン県）アルテンハスラウと1965年に締結
- ゲボルツキルヒェン（オーストリア、オーバーエスターライヒ州）リュッツェルハウゼンと1986年に締結

## 引用
1. ↑  Hessisches Statistisches Landesamt: Bevölkerung in Hessen am 31.12.2023 (Landkreise, kreisfreie Städte und Gemeinden, Einwohnerzahlen auf Grundlage des Zensus 2011)]
2. ↑  2011年3月27日の町議会議員選挙結果、ヘッセン州統計局（2012年10月20日 閲覧）